# Luca Ciriani
Luca Ciriani, född 26 januari 1967 i Pordenone, är en italiensk politiker. Han är ledamot av Italiens senat sedan 2018 och minister för parlamentsrelationer i regeringen Meloni sedan 2022.
Ciriani studerade litteraturvetenskap i Trieste och inledde den politiska verksamheten i nyfascistiska MSI:s ungdomsorganisation Fronte della Gioventú. Därefter var han länge aktiv i Nationella alliansen som slogs samman 2009 med Forza Italia för att bilda Frihetens folk. År 2015 anslöt han sig till Italiens bröder.